# Hiệp ước Versailles (1757)

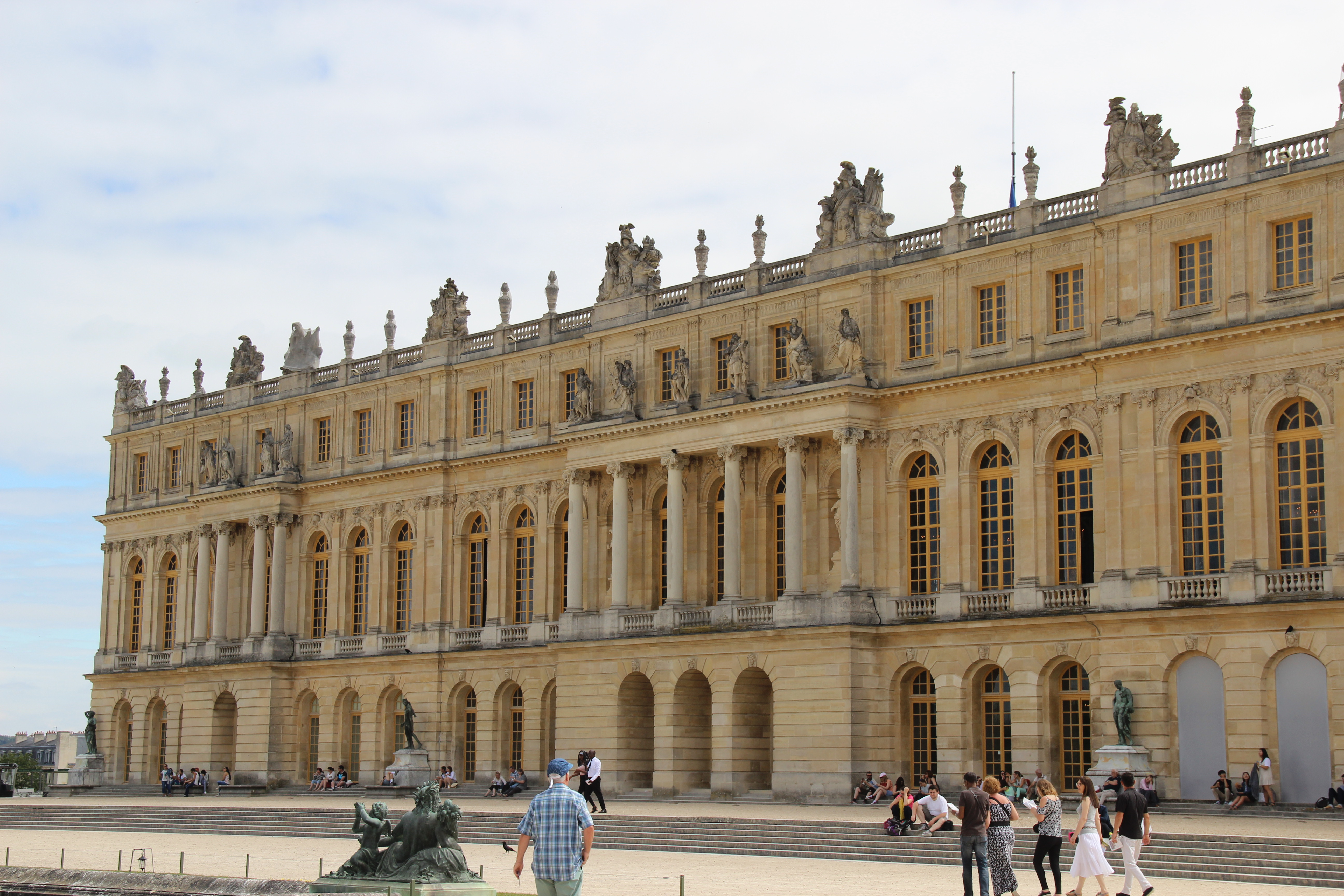
Hiệp ước được đặt theo tên Cung điện Versailles bên ngoài Paris.

Hiệp ước Versailles 1757 (tiếng Pháp: Traité de Versailles (1757); tiếng Đức: Vertrag von Versailles (1757)) hay Hiệp ước Versailles thứ hai, đây là một thoả thuận ngoại giao được ký kết tại Cung điện Versailles giữa Đại công quốc Áo với Vương quốc Pháp vào ngày 01/05/1757 trong Chiến tranh Bảy năm. Hiệp ước này được ký kết dưới hình thức mở rộng dựa trên Hiệp ước Versailles đầu tiên được ký năm 1756, vì thế thoả thuận này còn được gọi là Hiệp ước Versailles thứ hai. 

## Các điều khoản
Trong hiệp ước mới, Pháp đồng ý hỗ trợ Áo lấy lại tỉnh Silesia từ Vương quốc Phổ để đổi lấy việc Áo nhượng lại Lãnh thổ Hà Lan thuộc Áo cho Pháp khi chiến tranh kết thúc, việc mua lại lãnh thổ này từ lâu đã là mục tiêu của các quân chủ thuộc Vương tộc Bourbon. Các khoản trợ cấp tài chính được trả từ Pháp cho Áo vẫn được tiếp tục, điều này khiến người Anh lo sợ về chiều sâu của liên minh.
Sau hiệp ước, quân đội Pháp tiến tới chiếm đóng các cảng và khu định cư quan trọng ở Hà Lan thuộc Áo như Ostend và Nieuport, giải phóng các đơn vị đồn trú của Áo để tiến về phía đông tấn công Phổ. Điều đó đặc biệt gây lo ngại cho Vương quốc Anh, vốn từ lâu đã tìm cách ngăn cản người Pháp tiến vào Các nước thuộc vùng đất Thấp, nhưng hiệp ước đã chấm dứt rào cản tồn tại trong bốn mươi năm.
Người Pháp dự định đưa Công tước Philip xứ Parma một hoàng tử thuộc nhánh Bourbon Tây Ban Nha lên ngai vàng của một nhà nước bù nhìn mới ở Miền Nam Hà Lan. Ngoài ra, thoả thuận đã đồng ý rằng các thị trấn Chimay, Ostend, Beaumont, Nieuport, Ypres, Furnes và Mons đều sẽ được nhượng trực tiếp cho Pháp.
Hiệp ước cũng nhằm xác nhận một sự phân chia theo kế hoạch của Phổ, sẽ diễn ra giữa Nga, Thụy Điển và Sachsen.

## Hậu quả
Các điều khoản của thoả thuận này phần lớn đã bị từ bỏ bởi Hiệp ước Versailles thứ ba sau đó, vì Pháp và Áo đã không thể đạt được chiến thắng nhanh chóng trước Phổ như kế hoạch dự tính, bất chấp sự hỗ trợ của Đế quốc Nga, Thụy Điển và Công quốc Sachsen. Ngoài ra, Pháp cũng lo ngại rằng cuộc chiến ở Đức đang rút bớt quân đội và các nguồn lực cần thiết để chống lại Vương quốc Anh, và cuộc chiến cũng đã dẫn đến một cuộc khủng hoảng tài chính ở Paris.